# Xiao Hong
Xiao Hong, pseudonym för Zhang Naiying, född 2 juni 1911 i Hulan, Heilongjiang, död 22 januari 1942 i Hongkong, var en kinesisk författare.
Hennes far var en konservativ godsägare i Heilongjiangprovinsen där hon föddes och växte upp, och hennes mor dog när Xiao Hong var liten. Xiao gick i flickskolan i provinshuvudstaden Harbin och där mötte hon Fjärde maj-rörelsen och modern kinesisk och västerländsk litteratur, av Lu Xun, Mao Dun och Upton Sinclair. 1930 rymde hon till Peking för att undkomma ett arrangerat äktenskap. Den tilltänkte fästmannen följde efter henne och hon gick med på att leva ihop med honom. Efter två år övergav han henne i Harbin. 
Xiao kontaktade då redaktören för lokaltidningen, Xiao Jun (pseudonym för Liu Honglin), och bad om hjälp. De flyttade ihop och Xiao började skriva noveller. 1933 publicerades novellsamlingen Bashe med bägges noveller. 1934 flyttade paret, först till Qingdao och sedan till franska koncessionen i Shanghai.
Hon gjorde skandal med romanen Shengsichang, som utkom 1935, för dess sexuella frispråkighet. Romanen skildrar en by som ockuperas av japanerna. Lu Xun beundrade romanen och skrev förordet.
1936 flyttade hon först till Tokyo för att 1938 flytta tillbaka till Kina och bosätta sig i Xi'an. Samma år flyttade hon och Xiao Jun isär.
1938 gifte hon sig med Duanwu Hongliang i Wuhan, och de flyttade 1940 till Hongkong efter en kort tid i Chongqing. Här skrev hon romanen Hulanhe zhuan, som baseras på hennes egna minnen från barndomens stad. Hon skildrar det feodala samhället med alla gamla och ibland grymma traditioner.

## Utmärkelser
Nedslagskratern Xiao Hong på planeten Venus är uppkallad efter henne.

## Verk översatta till engelska
- The Field of Life and Death & Tales of Hulan River (1979)
- Market street: a Chinese woman in Harbin (1986)
- Selected stories of Xiao Hong (1987)

## Källa och litteratur
- http://en.wikipedia.org/wiki/Xiao_Hong
- Paul Bady: Modern kinesisk litteratur, Alhambras Pocket Encyklopedi, 1996, ISBN 91-87680-63-7